# Мајк Помпео
Мајкл Ричард Помпео (енгл. Michael Richard Pompeo; Оринџ, 30. децембар 1963) амерички је политичар и адвокат који је од априла 2018. до јануара 2021. године обављао дужност 70. државног секретара Сједињених Америчких Држава. Бивши је официр Армије Сједињених Држава и директор Централне обавештајне агенције од јануара 2017. до априла 2018. године.
Помпео је био члан Представничког дома САД од 2011. до 2017, представљајући конгресни округ Канзас 4. Био је представник Канзаса у Републиканском националном комитету и члан италијанско-америчке конгресне делегације. Помпео је такође члан покрета чајанка у оквиру Републиканске партије.
Председник Доналд Трамп номиновао је Помпеа за државног секретара у марту 2018. године. Помпео је тако наследио Рекса Тилерсона након његове смене. Сенат га је потврдио 26. априла 2018. године гласањем 57:42, а истог дана је положио заклетву.
Спекулисало се да је један од кандидата за представника матичне државе Канзас у Сенату САД 2020. године. Иако је на крају одбацио кандидатуру, имплицирао је отвореност према тражењу државне дужности у будућности.